# Fibrado tangente

Informalmente, el fibrado tangente a una variedad (en este caso un círculo dibujado en azul) puede concebirse considerando todas las rectas tangentes (arriba), y "disponiéndolas" de una manera suave y sin solapes (abajo)

En matemáticas, el fibrado tangente de una variedad es uno de los tipos más sencillos de fibrado obtenido como la unión disjunta de todos los espacios tangentes en cada punto de la variedad.

## Definición como direcciones de las curvas
Supongamos que M es una variedad diferenciable Ck, y φ: U → Rn donde U es un subconjunto abierto de M, y n es la dimensión de la variedad, en la carta φ(·) además supóngase que TpM es el espacio tangente en un punto p de M. Entonces el fibrado tangente, es la unión disjunta de los espacios tangentes a diferentes puntos de la variedad:

{\displaystyle TM=\bigsqcup _{p\in M}T_{p}M=\bigcup _{p\in M}\left\{p\right\}\times T_{p}M.}

donde TpM denota el espacio tangente a M en el punto p. Así, un elemento de TM se puede pensar como un par ordenado (p, v), donde p es un punto de M y v es un vector tangente a M en el punto p. Existe una proyección:

{\displaystyle \pi :TM\twoheadrightarrow M}

definida por π(p, v) = p. Esta proyección "colapsa" cada espacio tangente TpM en un único punto x.

Es útil, para distinguir entre el fibrado y el espacio tangente, considerar sus dimensiones, 2n, n respectivamente. Es decir, el fibrado tangente considera dimensiones tanto de las posiciones en la variedad así como de las direcciones tangentes. 
Puesto que podemos definir una función de la proyección, π para cada elemento del fibrado tangente que da el elemento en la variedad cuyo espacio tangente contiene el primer elemento, todo fibrado tangente es también un fibrado.